# Lijst van voetbalinterlands Mauritius - Rwanda
Deze lijst van voetbalinterlands is een overzicht van alle officiële voetbalwedstrijden tussen de nationale teams van Mauritius en Rwanda. De landen hebben tot op heden twee keer tegen elkaar gespeeld. De eerste wedstrijd, een kwalificatiewedstrijd voor de Afrika Cup 2017, vond plaats op 26 maart 2016 in Belle Vue Maurel. Het laatste duel, de returnwedstrijd in dezelfde kwalificatiereeks, werd gespeeld in Kigali op 29 maart 2016.

## Wedstrijden
| № | Plaats           | Datum         | Competitie                   | Wedstrijd          | Uitslag |
| - | ---------------- | ------------- | ---------------------------- | ------------------ | ------- |
| 1 | Belle Vue Maurel | 26 maart 2016 | Afrika Cup 2017 kwalificatie | Mauritius − Rwanda | 1 − 0   |
| 2 | Kigali           | 29 maart 2016 | Afrika Cup 2017 kwalificatie | Rwanda − Mauritius | 5 − 0   |

## Samenvatting
| Competitie              | Totaal gespeeld | Winst Mauritius | Gelijk | Winst Rwanda | Doelsaldo Mauritius – Rwanda |
| ----------------------- | --------------- | --------------- | ------ | ------------ | ---------------------------- |
| Afrika Cup-kwalificatie | 2               | 1               | 0      | 1            | 1 − 5                        |
| Totaal                  | 2               | 1               | 0      | 1            | 1 − 5                        |

MFA · Mauritiaans vrouwenelftal
1947 – 1959 · 
1960 – 1969 · 
1970 – 1979 · 
1980 – 1989 · 
1990 – 1999 · 
2000 – 2009 · 
2010 – 2019 ·
2020 – 2029
Angola ·
Botswana ·
Burundi ·
Comoren ·
Congo-Brazzaville ·
Congo-Kinshasa ·
Djibouti ·
Egypte ·
Equatoriaal-Guinea ·
Ethiopië ·
Fiji ·
Gabon ·
Ghana ·
Guinee ·
Hongkong ·
India ·
Indonesië ·
Ivoorkust ·
Kaapverdië ·
Kameroen ·
Kenia ·
Lesotho ·
Liberia ·
Libië ·
Macau ·
Madagaskar ·
Malawi ·
Malediven ·
Mauritanië ·
Mongolië ·
Mozambique ·
Namibië ·
Nepal ·
Nieuw-Caledonië ·
Oeganda ·
Pakistan ·
Qatar ·
Rwanda ·
Saint Kitts en Nevis ·
Sao Tomé en Principe ·
Senegal ·
Seychellen ·
Singapore ·
Soedan ·
Swaziland ·
Syrië ·
Tanzania ·
Togo ·
Tsjaad ·
Tunesië ·
Zambia ·
Zimbabwe ·
Zuid-Afrika
FERWAFA · Rwandees vrouwenelftal
1976 – 1989 · 
1990 – 1999 · 
2000 – 2009 · 
2010 – 2019 ·
2020 − 2029
Algerije ·
Angola ·
Benin ·
Botswana ·
Burundi ·
Centraal-Afrikaanse Republiek ·
Congo-Brazzaville ·
Congo-Kinshasa ·
Djibouti ·
Egypte ·
Equatoriaal-Guinea ·
Eritrea ·
Ethiopië ·
Gabon ·
Ghana ·
Guinee ·
Ivoorkust ·
Kaapverdië ·
Kameroen ·
Kenia ·
Lesotho ·
Liberia ·
Libië ·
Madagaskar ·
Malawi ·
Mali ·
Marokko ·
Mauritanië ·
Mauritius ·
Mozambique ·
Namibië ·
Nigeria ·
Oeganda ·
Senegal ·
Seychellen ·
Soedan ·
Somalië ·
Tanzania ·
Togo ·
Tunesië ·
Zambia ·
Zimbabwe ·
Zuid-Afrika ·
Zuid-Soedan